# Capasa hyadaria
Capasa hyadaria är en fjärilsart som beskrevs av Achille Guenée 1858. Capasa hyadaria ingår i släktet Capasa och familjen mätare. Inga underarter finns listade i Catalogue of Life.